# Generation Rescue
Generation Rescue est un organisme à but non lucratif qui soutient l'idée fausse selon laquelle l'autisme et les troubles associés sont principalement causés par des facteurs environnementaux, en particulier les vaccins. Ces allégations sont biologiquement non-plausibles et ont été réfutées par des preuves scientifiques. L'organisation a été créée en 2005 par Lisa et J. B. Handley. L'utilisation d'une campagne dans les médias, y compris des annonces pleine page dans The New York Times et USA Today, leur a donné de la visibilité. Désormais, Generation Rescue est connue pour être une plate-forme pour le militantisme de Jenny McCarthy au sujet de la relation infondée entre autisme et vaccins.